# Геополитика
Геополитиката е изследването на ефектите на географията върху международните отношения.
Геополитиката анализира държавите като пространствен феномен с акцент върху географските основания за тяхната мощ, разглежда политическата и икономическата значимост на географските особености. Като основа за развитието и действията на държавите се изследват техните географски характеристики като територия, климат, органични и неорганични природни богатства и местонахождение, както и характеристики на жителите като гъстота на населението, културни свойства, икономическа активност и политически структури. Всяка държава се смята за съставна част от световното политическо пространство и следващите от това модели на международни отношения са съществена част от изследването. Геополитиката обединява различни феномени и се стреми да ги опише и обясни като една цялост.
Терминът геополитика е въведен от шведския политолог Рудолф Челен (1846 – 1922), но най-известна и дълго време най-влиятелна е теорията за геополитиката на английския географ Халфорд Макиндер (1861 – 1947). Институционализацията и развитието на военната география в Руската империя обаче е причина много изследователи да смятат, че първоначалните теоретични основи на геополитиката (позната тогава като „военна статистика“) се поставят именно там.

### Взаимодействието между географията и геополитиката
Геополитическата география е областта, която изучава взаимодействието между политика и идеология. Той се фокусира върху влиянието на географията на дадена държава върху нейните политически решения и стратегии за сигурност. Важен аспект на геополитиката е анализът на управлението на ресурси като енергия, вода и транспорт, които формират основата на глобалното влияние.Геополитическата стратегия обикновено включва контрол на определени области, контрол на океана и т.н. безопасен достъп до пътища или природни ресурси. Например, страните могат да се състезават за власт в Централна Азия или да се стремят да получат стратегическо влияние във важни морски пътища като Средиземно море или Южнокитайско море.
Геополитиката също анализира международните отношения и взаимодействията между държавите, включително сътрудничеството и конфликтите. Опитва се да обясни как фактори като география, икономика и култура влияят върху формирането на политически мрежи и напрежение. В днешния свят, в който държавите се състезават за влияние и ресурси, геополитиката играе важна роля при определянето на важността на идеите и действията в страната.
В днешния свят, геополитиката също така отразява възхода на нови играчи и изменения в глобалната динамика. Растящата важност на киберпространството и информационната война добавят нови измерения към политическите стратегии. Технологичната конкуренция и контролът върху данните създават нови предизвикателства и възможности за влияние.Глобалните проблеми като изменението на климата и пандемиите също са станали съществени елементи в геополитическата динамика, като държавите търсят сътрудничество или се конфронтират в отговор на тези предизвикателства. Геополитиката продължава да формира стратегическите решения и взаимоотношенията между държавите, вземайки предвид разнообразие от фактори, които определят сложната мозайка на съвременния световен ред.